# Confédération de Varsovie (1573)
Ne doit pas être confondu avec Confédération de Varsovie (1704).

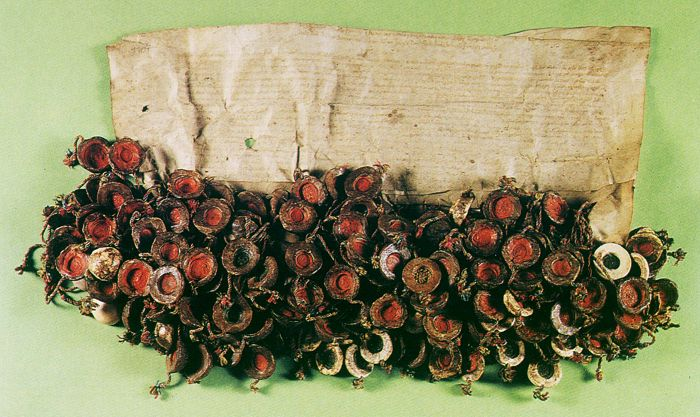
L'acte original de la confédération de Varsovie.

La confédération de Varsovie (en polonais : Konfederacja warszawska) est un acte juridique et politique promulgué par la noblesse polonaise lors de la Diète de la convocation le 28 janvier 1573. Cet accord, considéré comme le compromis le plus abouti dans le contexte des tensions religieuses nées de la Réforme en Europe, fixe les conditions d'élection du roi de la République des Deux Nations et garantit l'égalité et la liberté de religion à toutes les confessions,.

## Contexte
Le roi Sigismond II de Pologne (Zygmunt August) meurt en 1572 sans descendance et avec lui s'éteint la dynastie Jagellon. L'enjeu est de maintenir l'unité d'un État où la haute noblesse est très puissante et où cohabitent plusieurs nationalités (Polonais, Lituaniens, Juifs, Allemands, Biélorusses, Ukrainiens, Tatars, Lettons, Arméniens), langues et religions. Dans cet État à caractère multiethnique, les Polonais représentent seulement environ 40 % de la population.La Pologne et la Lituanie sont donc des terres catholiques, mais où demeurent d'importantes communautés juives, orthodoxes, protestantes et musulmanes. La république des Deux Nations abrite aussi de nombreuses minorités religieuses persécutées dans le reste de l'Europe (anabaptisme, antitrinitarisme, huguenots, judaïsme).
Le contexte du concile de Trente coïncide à l'ouest de l'Europe avec le début des guerres de Religion et la possibilité que le nouveau souverain ne sera pas aussi tolérant (les candidats potentiels sont Henri de Valois connu pour sa participation au massacre de la Saint-Barthélemy ou encore le très catholique Ernest d'Autriche). La noblesse de la république des Deux Nations se mobilise alors pour protéger ses libertés,,.Convoquée en janvier 1573, l'assemblée de la noblesse doit établir des règles électorales selon lesquelles le nouveau roi serait élu. Cependant, cette assemblée en tant que telle n'a aucun pouvoir législatif. Celui-ci appartient à la Diète, qui comprend le roi, le Sénat et la Chambre des députés. Seul le consentement de ces trois États parlementaires peut conférer à une loi un caractère légale valide et contraignant.
Ainsi, les nobles polonais sont à la recherche d'une formule juridique qui leur permettrait de légaliser les décisions prises ensemble en l'absence du roi. La création d'une confédération nationale pour reprendre temporairement les prérogatives royales liées à la défense et au pouvoir judiciaire semble la solution la plus simple. Une commission spécialement élue en son sein travaille alors sur l'acte de la confédération et élabore un engagement mutuel, sorte de contrat social qui définit la procédure constitutionnelle. Elle est composée de Stanisław Karnkowski, Jan Sierakowski, Jan Działyński, Piotr Zborowski, Jan Herbut, Jan Kostka et de sept chevaliers dont les noms sont inconnus aujourd'hui.

## Conséquences juridiques
Le principe de l'élection libre du roi est ensuite voté par acclamation de l'ensemble de la noblesse de la République, ainsi que l'acte instituant la tolérance religieuse et l'interdiction de guerres de religion. Grâce à ces dispositions, les confessions réformées obtiennent le statut de confessions reconnues par l'État. L’ensemble de la noblesse s'engage, au nom d'eux-mêmes et de leurs descendants, à maintenir la paix religieuse et à agir contre ceux qui tenteraient de la violer. Cet acte de confédération de Varsovie constitue désormais une garantie juridique des relations politiques et religieuses existantes que chaque monarque élu au trône de la Pologne doit signer et jurer de respecter avant son couronnement.
Le premier souverain ainsi élu au trône polono-lituanien est le frère du roi de France Charles IX, Henri de Valois (le futur Henri III). Pour accéder au trône, le nouvel élu doit prêter serment sur le respect des lois du Royaume et le maintien de la paix civile entre les religions deux fois : d’abord à Paris pour confirmer l’élection, puis en Pologne lors de son couronnement. Une délégation polonaise, dont, entre autres, les humanistes Mikołaj Firlej, Jan Zamoyski, Olbracht Łaski, Mikołaj Radziwiłł et Jan Herburt font partie, se rend à Paris le 19 août 1573 pour offrir la couronne à Henri. Face aux réticences du futur souverain à prêter un serment aussi contraignant, un ambassadeur polonais, le calviniste Jan Zborowski, lui aurait répliqué que s’il ne jurait pas, il ne régnerait pas (si non jurabis, non regnabis). Le duc d'Anjou finit par céder : la cérémonie du serment solennel des Articles henriciens, nommés ainsi en honneur du premier roi électif de Pologne, a lieu à Notre-Dame de Paris en septembre 1573.

## Portée historique
Définie par certains comme « l'asile des hérétiques », par d'autres comme « un État sans bûcher », la Pologne devient un refuge pour les persécutés fuyant la Contre-Réforme et la répression des tribunaux d'inquisition catholiques. Selon la formule de l'historien polonais Janusz Tazbir, « des combats religieux en Pologne n'ont vu brûler que des livres ».
En 2003, le texte est inscrit sur le registre « Mémoire du monde » de l’Unesco.